# IK Oskarshamn
IK Oskarshamn – szwedzki klub hokeja na lodzie z siedzibą w Oskarshamn.

## Zawodnicy
Zastrzeżone numer
- 4 – Skeeter Moore
- 5 – Peter Ekroth
- 15 – Fredric Jaensson
- 28 – Tomas Gustafsson
- 12 – Alexander Johansson